# Лангле, Аманда
Аманда Лангле (фр. Amanda Langlet; р. 1967) — французская актриса.

## Биография
Обладательница одного из наиболее выразительных лиц во французском кино, известна, в основном, как самая младшая из так называемых «ромеровских» актрис, исполнившая крупные роли в двух из трех наиболее чувственных фильмов Эрика Ромера.
Как актриса впервые снялась в 1979 году в эпизоде телесериала «Виржини катится по наклонной». В 1982 году Ромер увидел её фото в телевизионной картотеке и пригласил на роль Полины в фильме «Полина на пляже». Картина принесла ей большую известность, но, как это обычно бывало с «ромеровскими» актрисами, стала препятствием в дальнейшей кинематографической карьере.
По словам Лангле, в данном случае искусство стоит жертв:

Для киношников быть ромеровской — значит вообще не быть актрисой. Парадоксальным образом, мы настолько вживаемся в персонаж, что они не могут себе представить между нами никакой дистанции. В этом вся проблема. С другой стороны, актеры, переходящие от постановщика к постановщику, не всегда имеют шанс хотя бы раз в жизни встретить роль, которая настолько им соответствует.— Liberation
Встретив юную актрису во время одной из демонстраций «Полины на пляже» где-то в провинции, Франсуа Трюффо бросил ей в утешение: «Вы отныне будете во всех синематеках!»
Следующую значительную роль Лангле исполнила в картине «Летняя сказка», куда Ромер взял её без проб, предоставив значительную свободу в деталях интерпретации персонажа. Различными наблюдениями и обобщениями, касающимися творческого метода режиссёра, актриса позднее делилась в интервью, опубликованных в прессе и монографиях исследователей ромеровского кинематографа.
На естественный вопрос журналиста Les Fiches du cinéma: «Кажется, что Полина и Марго, ваши персонажи в «Полине на пляже» и «Летней сказке», имеют что-то общее», актриса ответила:

Общее у них — я. И пляж. Они находятся в одной и той же позиции, позиции наблюдательниц, и в то же время обе следуют своим собственным путём. Они одинаково дают задний ход перед другими персонажами. Эти характеристики исходят от того, что ощущалось мной.— Les Fiches du cinéma
За роль Марго актриса номинировалась на премию Мишеля Симона.
Знатоки творчества Ромера, также отмечая сходство между двумя ролями (словно это один персонаж, показанный снова через 13 лет), указывают на то, что Полина и Марго не являются типичными «ромеровскими» героинями, жертвами самих себя или других, но обозревают со стороны действия своего окружения.
В дальнейшем она играла преимущественно в эпизодах, в том числе в двух картинах Мишеля Девиля, а у Ромера в третий и последний раз снялась (вместе с дочерью) в «Тройном агенте» в роли второго плана — Жанин, жены профессора-коммуниста и преподавательницы латыни и древнегреческого.
Также участвует в театральных постановках.

## Фильмография

### Кино
- 1983 — Полина на пляже / Pauline à la plage — Полина
- 1985 — Эльза, Эльза / Elsa, Elsa — Люлю, лесная фея
- 1987 — Розетта ищет комнату / Rosette cherche une chambre (к/м) — Софи
- 1988 — Сангины / Sanguines — Беррил
- 1992 — Низкое напряжение / Basse tension (к/м)
- 1996 — Крик Тарзана / Le cri de Tarzan — туристка
- 1996 — Летняя сказка / Conte d'été — Марго
- 1997 — Погоня за божеством / La divine poursuite — Амандина
- 1999 — Болезнь Захса / La Maladie de Sachs — женщина из брассерии
- 2004 — Тройной агент / Triple agent — Жанин
- 2005 — Производство Летней сказки / La fabrique du Conte d'été (д/ф) — играет себя
- 2006 — Мой лучший друг / Mon meilleur ami (к/м) — Алис
- 2006 — Тайные сказки, или Ромеровцы / Les contes secrets ou les Rohmériens (д/ф) — играет себя
- 2008 — Неразлучные / Les Inséparables — Майя

### Телевидение
- 1979 — Виржини катится по наклонной / Les 400 coups de Virginie (мини-сериал) — девочка (1 эпизод)
- 1994 — Последний предел / Extrême limite (телесериал)
- 1998 — Добром или силой / De gré ou de force (телефильм) — Доминик
- 2001 — Сказания кладбища Святого Патрика / Tales from St. Patrick's Graveyard (анимационный телесериал) — голос
- 2001 — Мать токсикомана / Mère de toxico (телефильм) — медсестра

## Комментарии
1. ↑  Этот обманный эффект, на самом деле являвшийся результатом сложной работы режиссёра-сценариста с актерами, неоднократно отмечался специалистами (например: «Актеры как будто и не играют, Ромер берет их готовыми и встраивает в свой фильм» (Кушнарева И. Этнолог французского общества номер один (19 января 2010). Дата обращения: 3 апреля 2016. Архивировано из оригинала 5 февраля 2017 года.)